# SilverFin
SilverFin er en James Bond af Charlie Higson. Den udkom første gang i 2005.
Bogen er den første i serien Young Bond, der handler om James Bonds tid som elev på kostskolen Eton College startende i 1933. Serien bliver for Charlie Higson på fem bøger, hvoraf de tre første er udkommet, den fjerde udgives 6. september 2007, og den sidste om Bonds bratte afslutning på Eton er under udarbejdelse. Det er ikke utænkeligt, at andre senere kommer til at fortsætte serien, men der foreligger intet konkret om dette.

## Plot
Den unge Bond starter på den store men gammeldags Eton College. Her får han hurtigt nogle venner men også fjender i form af amerikanerdrengen George Hellebore og dennes slæng. Georges far Lord Randolph Hellebore har store forventninger til sin søn, men bl.a.a. takket være Bond mislykkes det for George at leve op til favoritværdigheden i en trekampturnering. Men en ny farligere kamp tager snart fat i Skotland, da Bond sammen med Londondrengen "Red" Kelly begynder at undersøge hvad, der blev af dennes fætter Alfie. Sporene peger mod Lord Hellebores mystiske slot.